# Puitkogel
Puitkogel är en bergstopp i Österrike.   Den ligger i distriktet Imst och förbundslandet Tyrolen, i den västra delen av landet, 400 km väster om huvudstaden Wien. Toppen på Puitkogel är 3 345 meter över havet, eller 426 meter över den omgivande terrängen. Bredden vid basen är 4,6 km.
Terrängen runt Puitkogel är huvudsakligen mycket bergig. Runt Puitkogel är det ganska glesbefolkat, med 35 invånare per kvadratkilometer.. Närmaste större samhälle är Sölden, 6,6 km öster om Puitkogel. 
Trakten runt Puitkogel består i huvudsak av gräsmarker.